# Skiti
Skiti (grčki: Σκύθες, Σκύθοι), nomadski narodi i plemena iranskog porijekla koja u 8. i 7. stoljeću pr. Kr. migriraju iz središnje Azije na područje čije je središte bila današnja Ukrajina, i gdje su osnovali tzv. Skitsko kraljevstvo. Skitija se protezala sve od Dunava na zapadu pa do granica Kine na istoku a vladavina ovog naroda održala se negdje do 2. stoljeća pr. Kr.
Skiti su bili veoma vješti nomadski jahači koji nije imao svoj sistem pisanja, a većina podataka o njima potječe od Grka Herodota koji je živio u 5. stoljeću pr. Kr. Njihove 'kuće' bili su šatori od pusti koje su prenosili na kolima s volovskim zapregama. Poznavali su stremen i laso i kao i Sarmati pili su uzavrelo kobilje mlijeko, 'kumys'. Grci koji su ih nazivali barbarima trgovali su s njima u 7. stoljeću pr. Kr. prodajući im vino i drugu luksuznu robu. Poznato je da su u istom stoljeću upali u gornju Mezopotamiju i Siriju i u 4. stoljeću pr. Kr. na Balkan, te da su ratovali s Darijem I. (512. pr. Kr.). Oko 300. su iščezli na Balkanu, a u Rusiji su ih tijekom 2. ili 1. godine prije Krista zamijenili Sarmati.

## Ime
Skite je prozvao Herodot (Historija 4.6) po Skolotoi kako su sami sebe zvali. Grčki naziv Skythēs je vjerojatno inačica istog imena, ili *Skuδa- (gdje Herod nepoznati glas [ð] mijenja s Λ; dok -toi predstavlja istočnoiransku množinu nastavka -ta). Ova riječ je izvorno značila "strijelac", a izvedena je od indo-europskog korijena *skeud- u značenju "bacati, pucati" (usporedi s engleskim shoot, ili njemačkim Schütze).
Sogdijanci su svoje ime - Swγδ, najvjerojatnije izveli iz istog korijena (*Skuδa > *Suγuδa s anaptičkim glasnikom). Ime postoji i u asirskom jeziku u obliku Aškuzai ili Iškuzai ("Skit"). Što je možda bio izvor biblijskom hebrejskom nazivu Aškenaz (izvorno *אשכוז ’škuz se pogrešno čita kao אשכנז ’šknz), što je bio kasniji židovski naziv za germanska područja središnje Europe i skupni naziv za Židove koji su živjeli na tim područjima - Aškenazi ("Nijemci") koji su sebe tada nazivali Teutoncima ili Vendelima.

## Etnografske odlike
Skiti su prvi nomadski narod koji se pojavio na stepi kao vješt jahački narod. Njihove vještine u jahanju konja, čak i bez sedla, uskoro će prihvatiti  narodi s kojima su došli u kontakt. Služili su se i volovskim zapregama na kojima su prenosili svoje pustene šatore prilikom čestih seoba. Ovaj narod razvio je kulturu s umjetnošću koja je poznata kao stepska umjetnost, a imali su i surov ratnički običaj za koji mnogi misle da je bio raširen tek kod američkih Indijanaca – skalpiranje. Skiti su bili prvi narod kod kojih je uočeno skalpiranje, a još ga je prije 2500 godina opisao grčki povjesničar Herodot. Potvrdu o običaju skalpiranja raširenu među Skitima potvrdili su i arheolozi koji su pronašli prve čvrste dokaze. Iskopane su četiri muške lubanje na kojima su ostali tragovi operacije skalpiranja i koje se danas nalaze u ruskim muzejima. Tri od ovih lubanja porijeklom su sa skitskog groblja, a četvrta iz skitskog kraljevskog groba, na mumificiranom tijelu, a oba se mjesta nalaze u južnom Sibiru.  
Ono što se zna o Skitima ostavio nam je Herodot, ili je ostalo zakopano u skitskim grobovima, veoma dobro očuvanim. U Pazyryku na rijeci Bolshoy Ulagan su skitski grobovi iz 5. stoljeća pr. Kr. ostali pod naslagama leda, gdje se očuvao sav organski materijal, koji bi u normalnim okolnostima istrunuo. Pazyryk se nalazi u suhoj dolini u Kazahstanu, a sastoji se od 5 velikih i devet malenih grobnih humaka koji datiraju u vremenu između 5. i 3. stoljeća pr. Kr., iskopanih 1929. i između 1947. i 1949. Oni su najvažniji izvor podataka o Skitima prije njihove migracije u zapadnu Aziju i Europu. Pronađena su drvena kola, razni predmeti od kože, drveta, konjska oprema, glazbeni instrumenti, krzno, tekstil, sagovi (Najstariji pleteni sag, pronađen u smrznutom skitskom grobu u Pazaryku na planinama Altaj, datira iz 5. stoljeća pr. Kr. (slika)  Arhivirana inačica izvorne stranice od 15. veljače 2006. (Wayback Machine)), svila i tetovirana tijela pokojnika. –Svila je porijeklom iz Kine, i po svoj prilici bili su posrednici trgovini ovom veoma traženom robom. Skiti su razvili svoju osobito vlastitu umjetnost i nisu bili siromašan narod. Imali su i zlata i voljeli su ga, a neki zlatni i brončani predmeti pronađeni su i u području Kostromskaye u južnom Sibiru i porijeklom su iz grčkih gradova na crnomorskoj obali ili su ih radili grčki umjetnici koji su živjeli u Skitiji. 
Jedina stalna naselja Skita nalazila su se u južnom Sibiru, a i ona su rijetka. Najpoznatije se nalazilo sjeverno od Crnog mora kod Kamenskoye, bilo je to veliko utvrđeno naselje. Većina ih je bila nomadska a kretali su se sa stadima goveda, ovaca i konja, prevozeći svoje šatore na zapregama, u potrazi za pasišnjacima, a ponekad bi se kad je prigoda pozabavili i lovom. Skit je jahač, naoružan lukom i strijelom, vrstan ratnik koji poznaje gerilsku taktiku i koji će u skalpirati svog pobijeđenog neprijatelja. I Grci i Perzijanci Skitima su se znali služiti kao najmljenom konjicom, u to vrijeme najboljih jahača svijeta.
Skitska plemena napadaju na istočnu i jugoistočnu Europu u 4 stoljeću pr. Kr., a njihovi grobovi pronađeni su od sjeverne Njemačke do Balkana.

## Povijest
Porijeklo i mit 
Skitska glavna plemena potječu prema mitu, od tri brata, sinova Targitaosa, to su: Lipoxais (Leipoxais), Arpoxais i Kolaxais. Najstariji od braće, Lipoxais, postade začetnik plemena Auchatai, Skythai geōrgoi (“farmerski Skiti”) ili Skiti-ratari. Drugi mlađi brat Arpoxais začme plemena Katiaroi i Traspies, a to bi trebali biti Skythai nomads, odnosno Skiti-nomadi i najmlađi Kolaxais postade praotac kraljeva, odnosno Kraljevskih Skita, plemena koje poznajemo i pod imenom Paralatai ili kako ih identificira Holzer kao Skythai basilēioi.
 Sakâ 
Srednjoazijska stepa, dom stoljećima je bila dom mnogih plemena što su napadali urbane centre na zapadu i jugu. Prvi ih opisuje Herodot i često ove skupine naziva Sacae. Sami sebe ovi Sacae i Skiti nazivali su Skudat, i uz isto ime imali su iste običaje. Perzijanci su ih nazvali Sakâ,  Grci ih prozvaše Skythai a Kinezi Sai.
Skitsko porijeklo treba tražiti u plemenima koja su učestvovala u stvaranjima indiranskih (arijskih)  naroda koji se na području današnjeg Afganistana podijeliše na nekoliko glavnih skupina. Ova plemena početkom 2. tisućljeća pr. Kr. koja su još govorila proto-indoiranskim jezikom s područja Ukrajine migriraju na jugoistok gdje tada s arheološke točke gledišta pastoralnu kulturu jamnaja mijenja andronovska kultura, tako prozvana po selu Andronovo. Zauzeše područje kasnijeg Afganistana i podijeliše se na iransku i indijsku grupu. Prvi se zatim nasele oko 1000. pr. Kr. u zemlji Aria, čije će se ime sačuvati u riječi Iran. Druga grupa stigla je oko 1500. pr. Kr. na područje Pandžaba. Od drugog tisućljeća postoje dvije skupine jezika kojima govore njihovi potomci, a to su indoarijska i iranska.
Indijska grana, današnji su Hindusi koji na području Indije stvoriše više naroda koji su razvili vlastite jezike. Iranska grupa podijeli se na brojna plemena, a to su:
a) Perzijanci s plemenima Pasargad, Maraphii i Maspii. Plemenu Pasargadi pripada i klan Ahemenida čijeg je porijekla prva perzijska dinastija. Ostala plemena bila su nomadska: Dahae, Mardi, Dropici, Sagarti.
Druga grupa iranskih plemena su Kimerijci koje su Asirci nazvali Gimirru. Po njima Krim je dobio ime. Ovi u ranom 7. stoljeću uništiše kraljevstvo Urartu. Kimerijci su po svoj prilici potisnuli Skiti jer su se još očuvale kimerijske utvrde.
Od ovih iranskih plemena u 6, 5, i 4. stoljeću pr. Kr. preostalo je nekoliko nomadskih plemena u srednjoazijskoj stepi koja su poznata kao Sakâ:
- The Sakâ haumavargâ ('haoma-drinking Sacae'), odnosno pilci pića haoma, koje se priprema od muhare ili Amanite muscarie, nema je južno od Amudarje, a omilkena je kod sibirskih šamana. Njih Herodot naziva Amyrgian Skiti, a poznati su i po tome što su se u ratu služili ratnom sjekirom Sagaris. Živjeli su u Uzbekistanu.
- Sakâ tigrakhaudâ ('Sacae with pointed hats'), ovo pleem Herodot zove Sakâ tigrakhaudâ a živjeli su na donjoj Amudarji, ime su dobili po vrsti turbana. Porazio ih je 520./519. pr. Kr. perzijski kraj Darije I. Veliki.
- Apâ Sakâ ('Water Sacae') nazivani i imenom Pausikoi, kako preferira Herodot. I oni su s donje Amudarje a Arijan iz Nikomedije (u Anabasisu) i Amian Marcellin (u Rimskoj povijesti) zovu ih Abian Skiti. Isto i Apasiaki.
- Massageti, kako ih zove Herodot zvani su od Perzijanaca Mâh-Sakâ 'Moon Sacae', oni se smatraju odgovornima za smrt kralja Kira Velikog (530). Masageti su obožavali samo jednog boga, Sunce, pa je perzijski naziv očita teška pogreška. Herodot ih locira na Sirdarji (Jaxartes).
- Nomadsko pleme Dahâ, 'robbers', Herodot naziva Dai, a živjeli su, prema kjizi Anabasis, na Sirdarji. od njih potječu Parni, pleme koje je u 3. st. pr. Kr. osnovalo partijsko carstvo.
- Plemena Sakâ paradrayâ ('Sacae across the sea') živjelo je u Ukrajini, a Darije 514. ili 513. pr. Kr. protiv njih povede žestoki rat.

Skitska plemena
Upravo su plemena Sakâ paradrayâ oni koje Grci prozvaše Skitima:
- Kraljevski Skiti nastanjivala su južnu Ukrajinu, sjeverno od grčkih gradova.
- Skiti-farmeri (Skiti-ratari) izgleda da je identična s kulturom Chernoles, odnosno sa Željeznim slavenskim dobom.
- Neuri, ovo pleme ima skitske običaje, a prema Grcima koji su tamo živjeli, ovi su se mogli jednom godišnje pretvoriti u vukove, što bi potrajalo nekoliko dana. Herodot ih locira oko Dunava pa do izvora rijeke Dnjestra. Dovode se i u vezu s mylohradskom ili milogradskom kulturom, ali ta kultura se povezuje i s proto-slavenskom kulturom. Ako se doista iranski Neuri i Skiti-farmeri ljudi koji su razvili kulture koje se dovode u vezu s Proto-Slavenima i Slavenima željeznog doba, moglo bi se porijeklo nekih Slavena tražiti u iranskim korijenima.

U području duž rijeke Sule i jugoistočno od današnjeg Kijeva Herodot spominje i Ljudoždere, oni žive blizu Neura
- Argipejci (Argippaeans) ponekad se smatraju precima Kalmuka.
- Isedonci (Issedones), možda su identični s narodom Wu-sun who iz kineskih tekstova, živjeli su na Balkaškom jezeru.

Pojava Sarmata
- Sauromati su prema Herodotu potomci skitskih očeva i amazonskih majki, što je naravno legenda, ali vezana uz neki povijesni događaj. Sauromati su Sarmati, novi narod čija se koalicija sastojala od 4 plemena:
- Jazigi (Iazyges), koji su jednom živjeli na obalama Azovskog mora, pa se nastanili na sjevernoj obali Dunava. Otuda su ušli u kasniju istočnu Mađarsku, gdje su se naselili oko 50. godine n.e., a 175. porazio ih je rimski car Marko Aurelije.
- Urgi, s obala Dnjepra južno od Kijeva
- Kraljevski Skiti koji su još opstali u južnoj Ukrajini, i postali najznačajnije sarmatsko pleme.  Plemena Urgi i Kraljevski Skiti i postaju poznati kao Sarmati.
- Roksolani (Roxolani) su četvrto pleme ovog saveza, a živjeli su između Dona i Dnjepra, te se zatim naselili na donjim pritocima Dunava, gdje su prije svog odlaska za Mađarsku nekada živjeli Jazigi.

Njihovi posljednji predstavnici su Alani, plemena koja su se očuvala još u prvom stoljeću n.e. a živjeli su u Kazahstanu odakle polaze na zapad, tjerani od Huna koje su Kinezi nazvali Xiung-nu. Skiti su nestali a u povijesti su se pojavili neki novi narodi koje znamo kao Avare, Hazare, Bugare, Kumane, Mađare i druge. Skiti možda ipak nisu nestali, ali se njihovi potomci danas zovu malo drugačije, to su Oseti, narod koji govori jednim iranskim jezikom i koje su tako prozvali kavkaski Gruzijci. Njihovo pravo ime je Alani, i potomci su onih Alana koji su ovamo došli pred hunskom najezdom.

## Poveznice
- Skitska umjetnost

## Vanjske poveznice
- The Scythians  Arhivirana inačica izvorne stranice od 27. rujna 2007. (Wayback Machine)
- The Horses of the Scythians  Arhivirana inačica izvorne stranice od 9. kolovoza 2007. (Wayback Machine)